# Переливница ильмовая
Переливница ильмовая или переливница никтеис (лат. Mimathyma nycteis или Athymodes nycteis) — вид дневных бабочек из семейства нимфалид (Nymphalidae). Занесена в Красную книгу Читинской области и Агинского Бурятского автономного округа.

## Описание
Размах крыльев 58—75 мм. Верхняя сторона крыльев тёмная, у самца без металлического отлива, с узким светлым штрихом в центральной ячейке, а также с двумя рядами белых пятен. Снизу крылья имеют тёмно-коричневую окраску, с голубоватыми пятнами, которые расположены аналогично пятнам на верхней стороне.

## Ареал
В России вид обитает в Приамурье, Приморье, Забайкалье. Также ареал включает полуостров Корея и Северо-Восточный Китай. Вид приурочен к долинным широколиственным и смешанным лесами, а также пойменным лесам с густыми прибрежными зарослями ивы, вяза, тополя и черёмухи. 
Главным образом встречается на лесных полянах, опушках и в придорожных биотопах. Наличие в лесных местообитаниях открытых участков с влажным грунтом и кормовыми растениями гусениц в составе растительности является основным фактором скопления бабочек. 

## Биология
Бабочки развиваются в одном поколении и летают в конце июня — августе. Для самцов характерно территориальное поведение, проявляющееся в том, что они могут занимать в ожидании самок наивысшую точку ландшафта, либо же облетать свой индивидуальный участок обитания, с которого прогоняют не только самцов своего вида, но и представителей других видов бабочек со схожей окраской и размерами. Самцы часто образуют скопления на влажной почве по берегам луж и ручьев, а также кормятся на трупах мелких животных (лягушек, полёвок и т. п.), навозе, экскрементах крупных животных. Таким образом они восполняют дефицит азота, солей и микроэлементы. Гусеницы развиваются на деревьях рода ильм.